# Rákosi Mátyás
Rákosi Mátyás (született Rosenfeld Mátyás; Ada, Bács-Bodrog, Osztrák–Magyar Monarchia, 1892. március 9. – Gorkij, Oroszországi SZSZSZK, Szovjetunió, 1971. február 5.) magyar kommunista politikus, 1952 augusztusa és 1953 júliusa között a Magyar Népköztársaság Minisztertanácsának elnöke, 1948-től 1956-os száműzetéséig az ország teljhatalmú ura.
Először 1945-től 1948-ig szolgált a Magyar Kommunista Párt főtitkáraként, majd 1948-tól 1956-ig a Magyar Dolgozók Pártjának főtitkára lett (ezt később első titkárra változtatták). 1952 augusztusa és 1953 júliusa között Magyarország kormányfője volt, mint a Minisztertanács elnöke. Mivel regnálása alatt kiépült a totális diktatúra rendszere az országban, így erre az időszakra „Rákosi-korszak” néven hivatkozunk.

## Élete

### Gyermekkora és iskolásévei
Az akkor Magyarországhoz, ma Szerbiához tartozó bácskai Ada községben született a szegény, nem túl vallásos zsidó terménykereskedő Rosenfeld József és Léderer Cecília hatodik gyermekeként. Édesapja három, édesanyja hat elemit végzett. Tizenkét testvére született.
A Rákosi család:
- Rákosi Béla (1886-1944)
- Rákosi Jolán (1888-1988)
- Rákosi Matild Gizella (1890-1970)
- Rákosi Mátyás (1892-1971)
- Rákosi Izabella (1895-1967)
- Rákosi Margit (1896-1926)
- Bíró Zoltán (1898-1988)
- Rákosi Ludovika Lujza (1900-1902)
- Rákosi Mária (1902-1938)
- Bíró Ferenc (1904-2006) - Kossuth-díjas gépészmérnök, a Rákosi Mátyás Vas- és Fémművek Szerszámgépgyár vezérigazgatója, miniszterhelyettes, a BME tanára, MTA-tag (levelező, 1949–1960)
- Bíró Márton Dezső (1906-1960) - Vállalati igazgató, felesége Csernyemkó Nyagyezsda, akivel 1945-ben Szaratovban kötött házasságot.[3]
- Rákosi Hajnal (1908-1944)

Apai nagyapja falusi kovács volt, és az 1848–49-es forradalom és szabadságharc idején a helyi népfelkelők „kaszáit egyenesítette” és emiatt később menekülnie kellett. Apját a faluban „Kossuth-zsidó”-nak is hívták, mivel a Kossuth-párt támogatója volt. Szülei Topolyán születtek, apja 1903-ban kérelmezte, majd 1904 januárjában kapta meg a belügyminisztériumi jóváhagyást a családnév Rákosira történő magyarosítására (helyenként tévesen olvasható, illetve elterjedt pletyka, hogy eredeti neve Roth Manó lett volna – valójában ez egy később ráragasztott gúnynév volt; a rot – németül vörös – a kommunisták által használt színre utalt). A kis Mátyás már kisgyerekként rendkívül érdeklődő volt, alig várta, hogy iskolába járhasson. Sopronban végezte az elemi iskolát, az 1905–1906-os tanévtől a szegedi Magyar Királyi Állami Főreáliskola tanulója lett, majd 1910-ben ott is érettségizett jeles eredménnyel, ahol egyik tanára Babits Mihály volt. Ezután két félévet a Keleti Kereskedelmi Akadémia külkereskedelmi szakán tanult. 1912-től Hamburgban, 1913-ban Londonban tanult ösztöndíjasként.

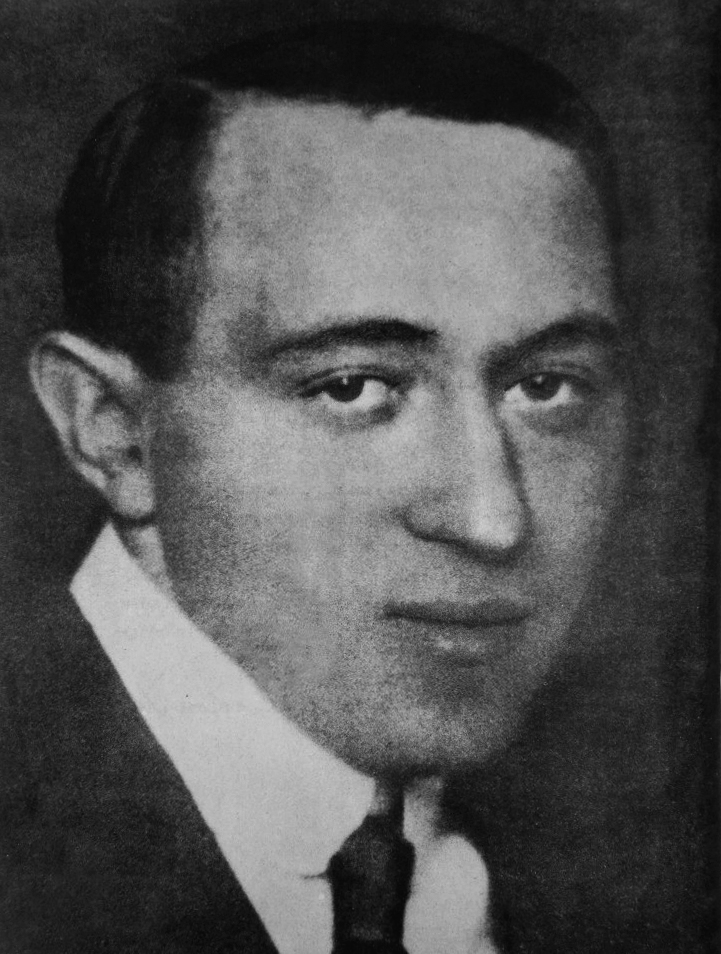
Rákosi Mátyás 1919-ben

### Az első világháború idején (1914–1918)
Még budapesti tanulmányai kezdetén, 1910-ben a Magyarországi Szociáldemokrata Párt tagja lett, majd részt vett a diákmozgalomban és titkára volt az antimilitarista Galilei Körnek, amelynek soraiból nem egy magyar kommunista került ki. Az első világháborúban az orosz fronton harcolt, ahol 1915-ben hadifogságba esett, és egészen 1918-ig távol-keleti hadifogolytáborokban élt. Innen megszökött, és Pétervárra ment.

### A Tanácsköztársaság idején (1919)
Hazatérése után belépett a Kommunisták Magyarországi Pártjába. A Magyarországi Tanácsköztársaság idején helyettes kereskedelmi népbiztos, majd a szociális termelés népbiztosa volt, többször járt az északi és a román fronton, végül 1919. július végén rövid időre a Vörös Őrség parancsnoka lett. Augusztus 2-án egy embercsempész segítette át az osztrák határon. Az osztrák hatóságok a karlsteini várba internálták , ahol vele együtt tartózkodott Kun Béla, Landler Jenő, Rudas László, Pór Ernő, Vágó Béla, Pogány József, Varga Jenő, Lengyel Gyula, és Rákos Ferenc is. Az internáltak élelmiszerének beszerzését Rákosi Mátyásra bízták, aki a várparancsnok engedélyével járt ki a táborból. Később Kun Béla szűk környezete és Rákosi is Bécs elővárosába, Steinhof modern elmegyógyintézetébe került a jómódú betegeknek épített villákba.

### Börtönévek és emigráció (1919–1940)

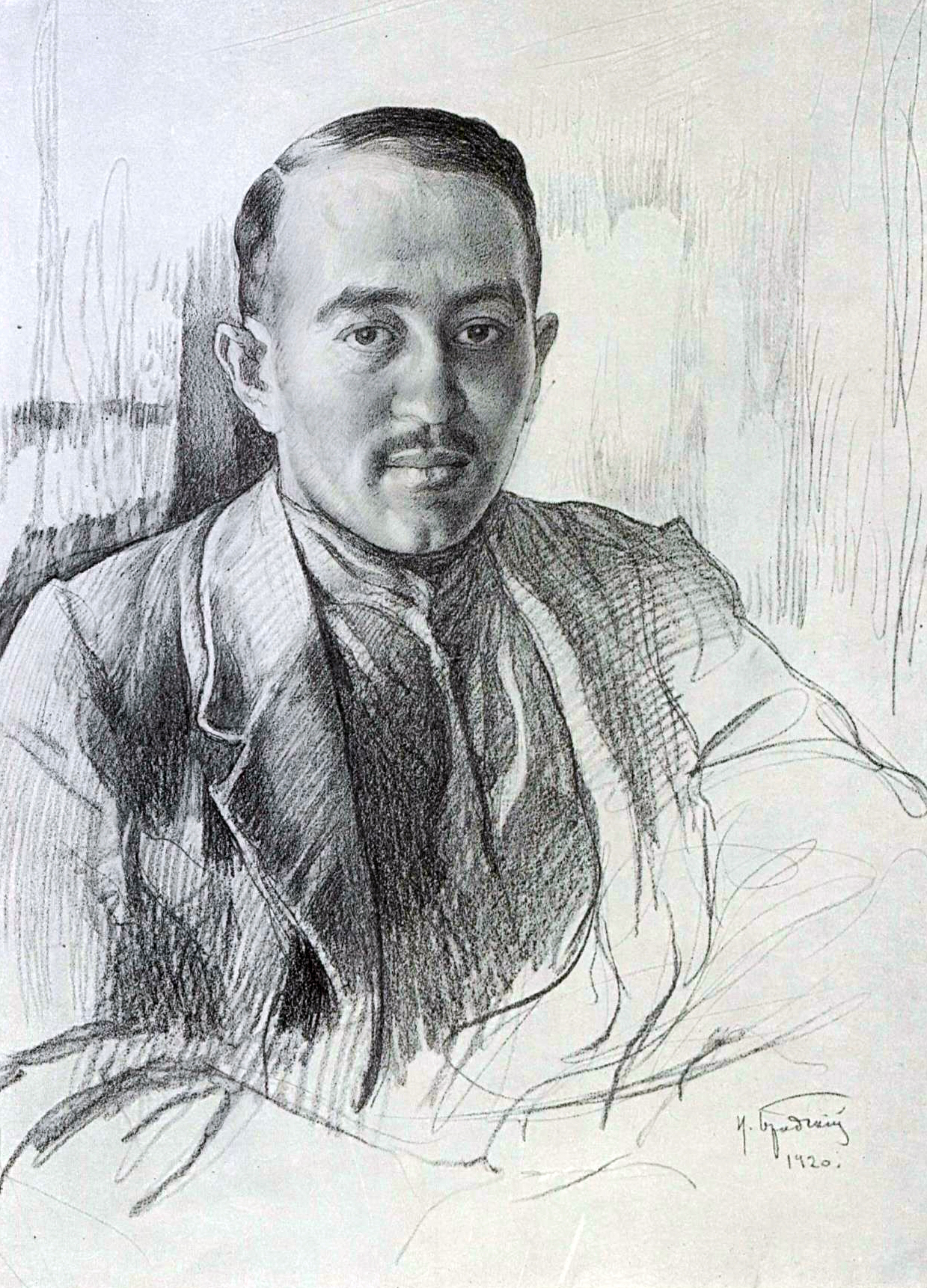
Rákosi Mátyás 1920-ban (Iszaak Brodszkij rajza)

A bukás utáni frakcióharcban Kun Bélát támogatta, de egy beszéde miatt kitiltották és kitoloncolták Ausztriából. 1920 és 1924 között a Komintern megbízásából részt vett több közép-kelet-európai kommunista mozgalomban. 1924-ben illegálisan visszatért Magyarországra, ahol 1925-ben letartóztatták, és az első Rákosi-perben lázadás vádjával 8 és fél év börtönre ítélték. Máig tisztázatlan okokból a kommün alatti tevékenysége miatt nem folytatták le a bírósági eljárást, holott a népbiztosok perében vádolva volt, de szökésben volt, s ezért elfogatóparancsot bocsátottak ki ellene. A per nemzetközileg is híres lett Rákosi az utolsó szó jogán elmondott beszéde után, s elítélését Henri Barbusse francia költő-író is elemezte írásában, sok más közép-európai kommunista sorsával együtt. 1930-ban a szegedi Csillagbörtönbe szállították. 1934 elején telt volna le a büntetése, de szabadulás helyett májusban – jogászi és politikai körök meglepetésére – „elővették” a kommün alatti tevékenysége miatt indított, le nem zárt eljárást, melyet 1925-ben kellett volna lefolytatni. Ebben az újabb perben a budapesti büntető törvényszék B.XIV.5736/1919/1035. sz. ítéletével kommün alatti tevékenységéért – felségsértés, lázadás, tettestársként 27 rendbeli gyilkosság, felbujtóként 17 rendbeli gyilkosság, pénzhamisítás bűntettekért – életfogytiglant kapott.
A szegedi Csillag börtönben kivételesen jó elbánásban részesült, zárkája egész nap nyitva volt, szabadon járkált az írnoki helye és a cella között. Időnként a politikai foglyokkal párttaggyűlést tartott, és frakciózás címén kizárta a pártból azt, aki kifogásolni merte, hogy a többiektől eltérően a csomagját nem osztotta meg a rabtársak között. Feltűnően sok pénze volt, s különösen Domokos József ügyvédje útján állandó kapcsolatban állt Moszkvában élő rokonaival, különösen Zoltán (1945 után Biró Zoltán) öccsével, aki figyelmeztette, hogy olyan idők járnak Moszkvában, hogy jobb helyen van a Csillagban, mint a Szovjetunióban, s az ügyvédek útján küldött nagyobb összegeket.
Az akkori jogi szabályozás folytán is összbüntetésbe foglalták a két kiszabott büntetést, 1940-ben tehát nem kegyelemmel, hanem azért szabadult, mert lejárt az összbüntetésre megállapított 15 év büntetés 1925-től számítva. 1940. október 30-án egy államközi megállapodás értelmében Vas Zoltánnal együtt a Szovjetunióba távozhatott a cári csapatok által 1849-ben, a szabadságharc végén zsákmányolt honvédzászlókért cserében.

### A Szovjetunióban (1940–1945)
A Szovjetunióban a munkásmozgalom hőseként fogadták; érkezése másnapján, 1940. november 7-én Sztálin mellett állhatott a Vörös téri felvonulás díszemelvényén. Bár eleinte megdöbbentették a sztálini politika által radikálisan megváltozott viszonyok, gyorsan akklimatizálódott, és mindenben követte Sztálint és az SZKP-t. Az emigráns Magyar Kommunista Párt vezetője lett, ő irányította az emigráns-magyar Kossuth Rádiót, és a magyar foglyok közötti propagandamunkát. Ezekben az években ismerte meg leendő feleségét, a jakut származású, 1903-ban született Feodora (Fenya) Fjodorovna Kornyilovát, akivel 1942-ben kötöttek házasságot. Gyermekük nem született; felesége első házasságából származó gyermekét azonban közösen nevelték fel, ahogy 1945-től húga fiát, Vlagyimirt is. (Rákosi számos testvére élt hosszabb-rövidebb ideig a Szovjetunióban és hozzá hasonlóan egy részük „helyi” férjet vagy feleséget választott.)
Magyarországon maradt apját és két testvérét, Bélát és Hajnalt 1944-ben Szabadkáról deportálták és Auschwitzban haltak meg július 29-én. Ez a hely és dátum áll a hivatalos holttá nyilvánításban (Szabadka, 1947. június 10.), maga Rákosi azonban erről mást írt visszaemlékezéseiben: „apja a mauthauseni lágerban halt meg kiütéses tífuszban. Bátyja, Béla ugyanaznap, ugyanott pusztult el, és Bergen-Belsenben lelte halálát a húga, Hajnal...”.

### Visszatérése
1945. január 30-án érkezett haza a Szovjetunióból, és hamar nagy befolyásra tett szert a politikai életben. Még távollétében, 1944 végén beválasztották az Ideiglenes Nemzetgyűlésbe. Az ezt követő hónapokban taktikai okokból nem hangsúlyozta a kommunista hatalomátvétel szükségességét, amiben az is közrejátszott, hogy még Sztálin szándékai sem voltak egyértelműek Magyarországgal kapcsolatosan. Több nyelven kiválóan beszélt, ez tette lehetővé, hogy Trumannal angolul tárgyalhatott Washingtonban a békeküldöttség tagjaként, de emellett meg tudta magát értetni oroszul, németül és olaszul is. A politika volt a „hobbija”, amely élete minden percét kitöltötte. A Magyar Kommunista Párt, majd 1948-tól a szociáldemokrata párttal (SZDP) való egyesülése után a Magyar Dolgozók Pártja főtitkára lett. 1945-től miniszterelnök-helyettes államminiszter. Az 1945 őszi, 57%-os kisgazda győzelemmel zárult parlamenti választás után a szovjet csapatok és a kommunista irányítás alatt álló politikai rendőrség segítségével megkezdte az úgynevezett szalámitaktika érvényesítését, fokozatosan felszámolva a kisgazdákat és a többi demokratikus pártot.

## A Rákosi-korszak

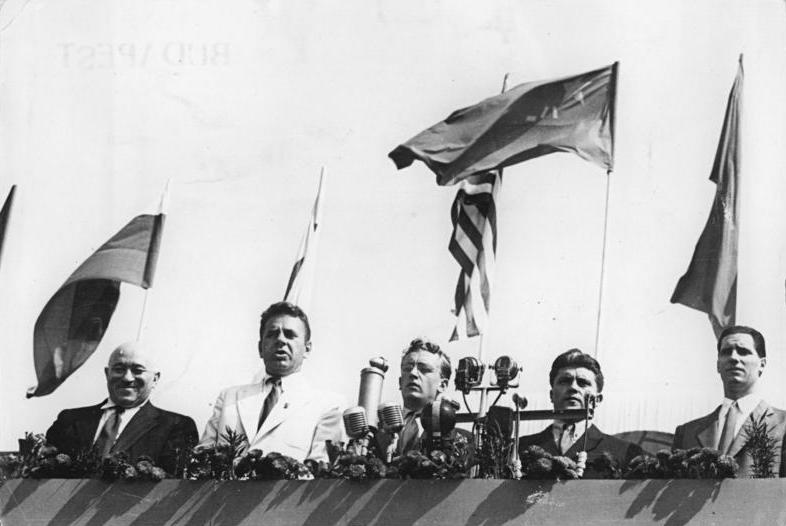
Rákosi a tribünön (a kép bal szélén), 1949. augusztus 28.

1947 után egyre inkább úrrá lett rajta a megalománia, s lassanként a hatalom rabjává vált. Pozícióinak megszilárdítására minden eszközt használhatónak ítélt meg. A Svájcban éppen szabadságát töltő Nagy Ferenc miniszterelnök alig ötéves fiát elraboltatta, s csak a lemondásáért, illetve azért cserében engedte szabadon, hogy Nagy soha többé nem tér vissza Magyarországra. Saját bajtársait is habozás nélkül börtönöztette be, kényszerítette emigrációra, vagy végeztette ki, közülük Rajk László esete a legismertebb.

### Koncepciós perek

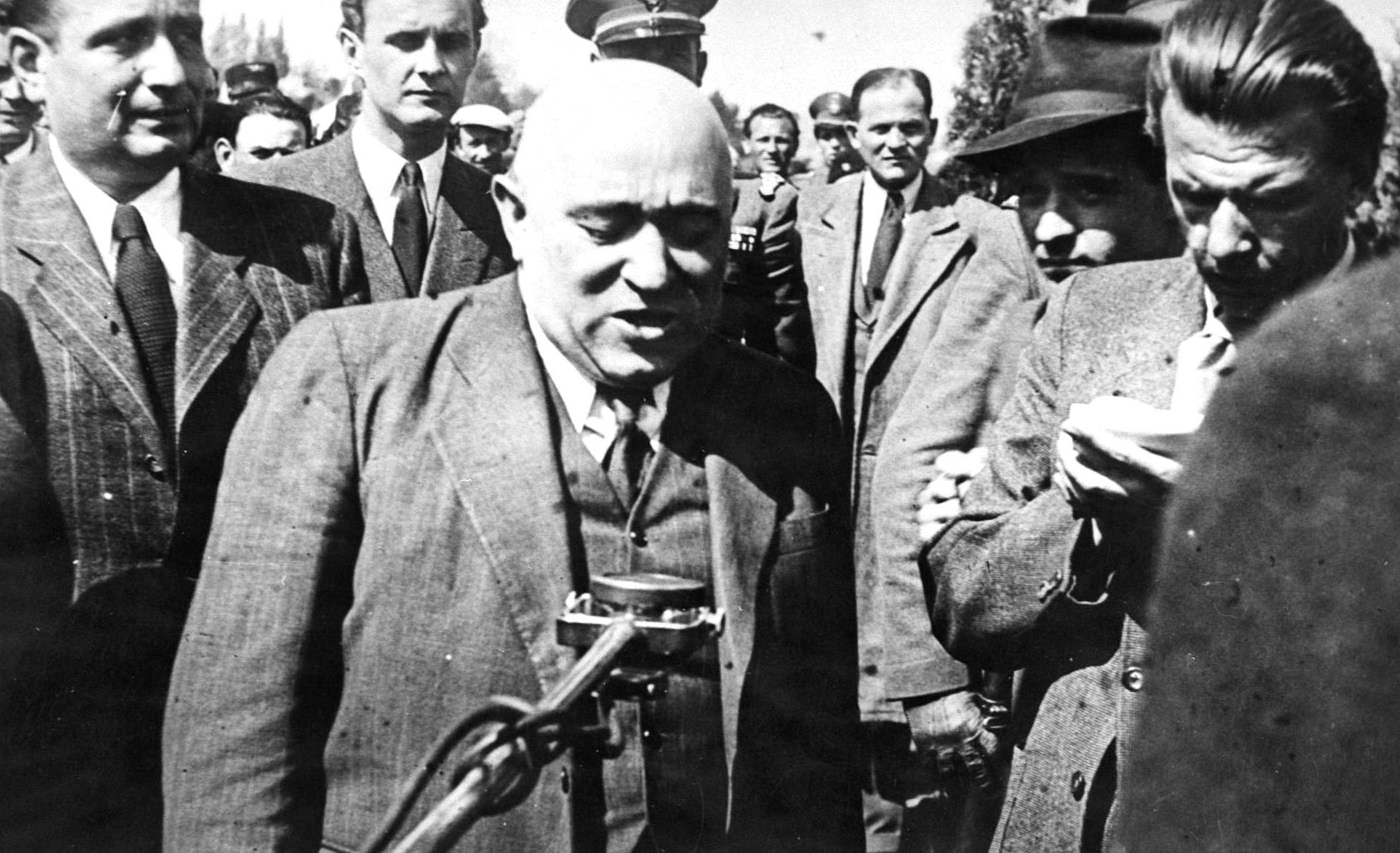
Rákosi Mátyás mikrofon előtt

A nevével fémjelzett korszakban az emberi jogok súlyos sérelmet szenvedtek. Sokakat ért megtorlás: a koncepciós perekben kivégzettek száma száz és kétszáz fő közé tehető, 40 ezren voltak rendőri őrizetben, illetve internálva, közel 13 ezer főt (két és fél ezer családot) kitelepítettek, kitiltottak Budapestről. 1950–53 között egymillió embert vontak ügyészi eljárás alá, minden második ellen vádat is emeltek. A rövidesen bekövetkező változások során hozott közkegyelmi rendelet 748 ezer embert érintett. A Rákosi-rendszerben hozzávetőleg 300 ezer embert telepítettek ki és internáltak korábbi lakhelyéről. Főként korábbi földbirtokosok, módosabb gazdák, katonatisztek, állami alkalmazottak, gyártulajdonosok jutottak erre a sorsra. Lakásukat rendszerint a politikai rendőrség tagjai és kiemelt káderek foglalták el, és az ott lévő berendezési tárgyakat (sokszor nagy értékű műtárgyakat) sajátjukként vettek birtokba, minden törvényi felhatalmazás nélkül.
Szinte tragikomikus, hogy Rákosi 1948-ban, tehát az úgynevezett fordulat évében meghirdette: az 1949-ben életbe lépő alkotmány folytán a jogszabályok alkalmazása terén beáll a diszkontinuitás, tehát az 1945. év előtti jogszabályok hatályukat vesztik. Mindezt az elvet mellőzve a kitelepítéseket a Horthy-korszakban hozott jogszabályokra hivatkozással hajtották végre. Összevetésként: Rajk Lászlót a Népbíróság ítélete szerint a hűtlenségről és kémkedésről szóló 1930. évi III. tc.-re hivatkozva akasztották fel. A legtöbb kitelepítettet mezőgazdasági munkára fogták (pl. Hortobágy) és embertelen körülmények között tartották.

### 60. születésnapja
A Rákosi-kultusz fokozatosan kiépülve 1952-re érte el tetőpontját, ekkor kezdték a „népünk bölcs vezére”, valamint a „Sztálin legjobb magyar tanítványa” jelzőkkel illetni. 1952 elején 60. születésnapja alkalmából munkaversenyeket hirdettek országszerte. Ekkoriban alapították meg a Rákosi Mátyás Tanulmányi Versenyt (előtte és 1956-tól OKTV-t), a Rákosi-kupát és még számos elismerést, amit tiszteletére alapítottak. Minden magyarnak kötelező volt valamivel hozzájárulnia a nagy ünnepséghez: az óvodások rajzokat készítettek, az általános iskolások első fogalmazásukat neki írták, a felnőttek terítőkbe hímezték Rákosi nevét. A Magyar Optikai Művek dolgozói egy különleges órát küldtek az alkalomra, augusztus 14-én pedig a Minisztertanács elnöke (azaz miniszterelnök) lehetett, s megalapíthatta saját kormányát, igaz Nagy Ferenc megzsarolása óta gyakorlatilag minden kormányt ő irányított, vagy legalábbis igyekezett a lehető legnagyobb kontrollt gyakorolni felettük.

### Sztálin halála után

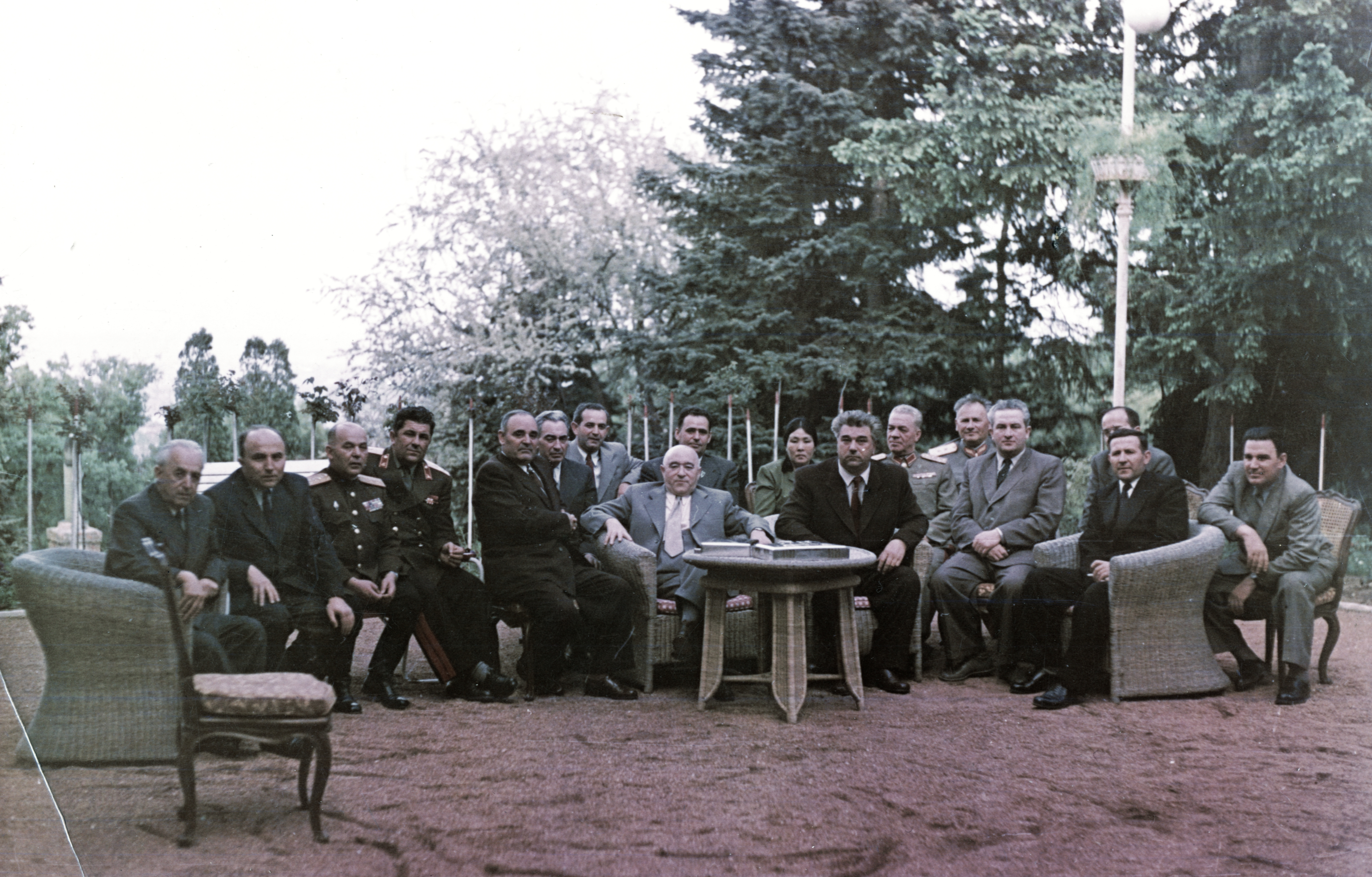
Rákosi Mátyás magyar és külföldi kommunista párt- és állami vezetők körében 1953-ban

Sztálin 1953. március 5-i halála után pozíciója hirtelen meggyengült; egy pártdelegációval az 1953-as „választás” után alig egy hónappal júniusban Moszkvába rendelték, ahol a Szovjetunió Kommunista Pártja vezetői szándékosan a vezetőtársai előtt súlyos személyes bírálatban részesítették a „beképzelt, (...) kollektív módon dolgozni képtelen” Rákosit. Berija igen ingerült hangon hozta Rákosi és a magyar küldöttség tudomására, hogy olyan miniszterelnök kell, aki nem zsidó. Ezért kormányfői posztjáról Nagy Imre javára le kellett mondania, majd a Központi Vezetőség június végi ülésén önkritikára kényszerült, igaz ez utóbbi gesztus olyan titokban történt, hogy gyakorlatilag a hatalom legszűkebb felső vezetői körén kívül mások nem (még a párttársak sem) tudtak róla. A párt vezetője ő maradt ugyan, de már első titkárként, a főtitkári tisztséget megszüntették.
Ahogy a szovjet utódlási harcokban a vele leginkább ellenséges Lavrentyij Beriját letartóztatták, majd 1953 decemberében kivégezték, úgy kezdte újra magához ragadni a hatalmat, és visszafordítani a Moszkva által elrendelt enyhülést és a koncepciós perek áldozatainak rehabilitálását, sőt további elnyomó intézkedésekre és perekre is sor került. Tette mindezt úgy, hogy például elérte, hogy a törvénytipró perek kivizsgálására összeállított bizottság elnöke legyen. 1956-ig váltakozó sikerű hatalmi harcot folytatott Nagy Imrével, akit rendszeresen személyesen igyekezett lejáratni Moszkvában. Ezekben az években is tanúbizonyságot tett kiváló taktikázó képességeiről, s végül 1955-re sikerült elérnie Nagy Imre leváltását. Helyére bizalmi embere, Hegedüs András került.

### Második (és végső) bukása 1956 nyarán

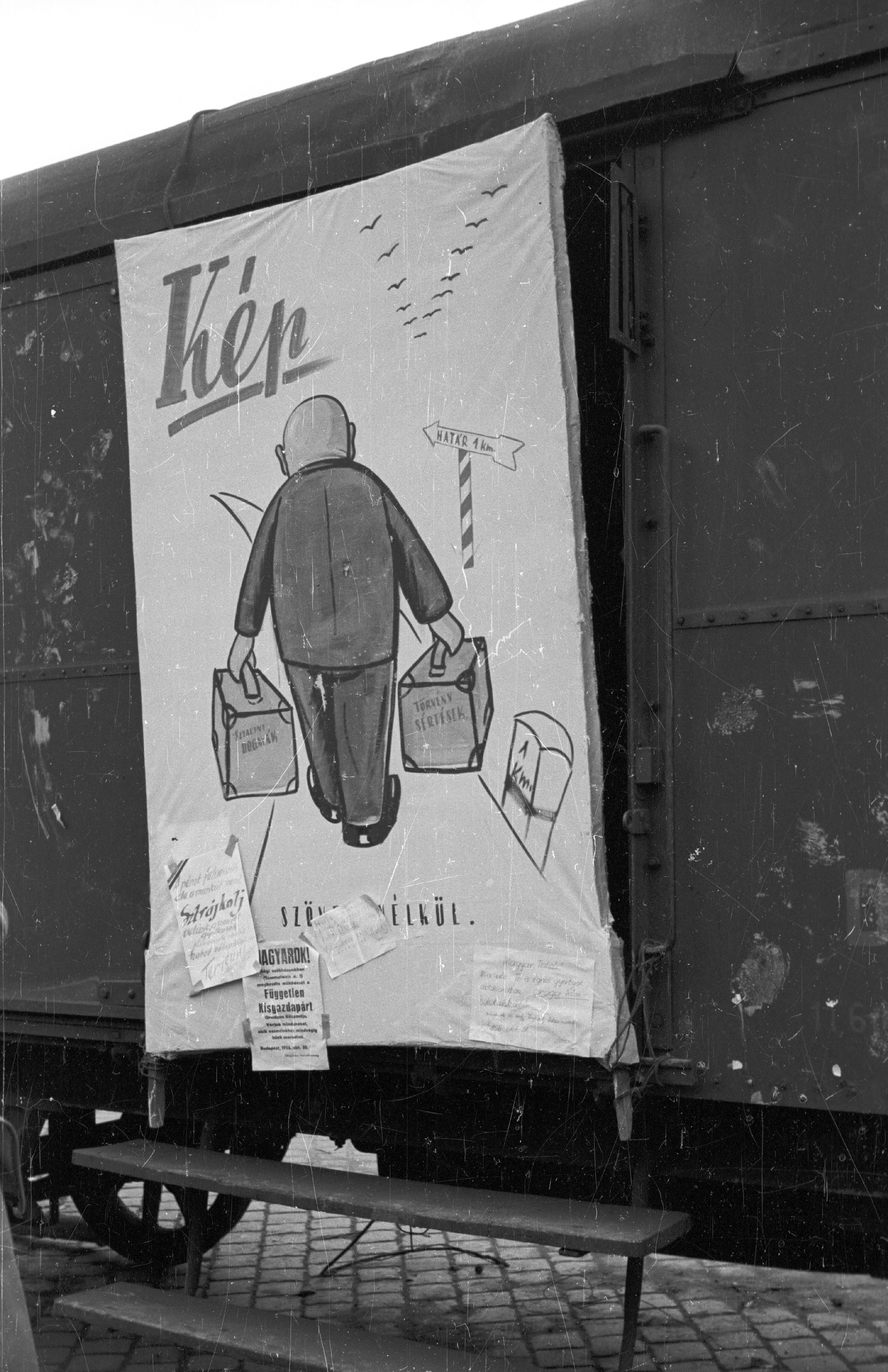
Karikatúra Rákosiról egy vagon oldalán az 1956-os forradalom idején

Az SZKP XX. kongresszusa után, 1956. július 18-án szovjet nyomásra az MDP Központi Vezetősége első titkári tisztségéből eltávolította, ekkor a Szovjetunióba távozott, s többet már nem is tért haza.
Tisztelt Központi Bizottság, Kérem a Központi Bizottságot, hogy mentsen föl a KB első titkárának és a Politikai Bizottság tagjának tisztsége alól. Kérelmemnek egyik indítéka, hogy 65 éves vagyok, és betegségem már két éve kínoz, mind súlyosabbá válik, és akadályozza a KB első titkárának tisztségén végzett munkámat. Ezenkívül a személyi kultusz és a szocialista törvényesség terén elkövetett hibáim megnehezítik a pártvezetőség számára, hogy a Párt figyelmét teljes egészében az előttünk álló feladatokra összpontosítsa. Felmentésemet kérve továbbra is Pártunk, dolgozó népünk és a szocializmus ügyét kívánom szolgálni. Rákosi Mátyás
A párt első titkári székében a legközelebbi elvbarátjának számító Gerő Ernő követte.

### Száműzetése és halála
Az 1956-os forradalom bukásával hatalomra került Kádár János Rákosi személyi kultuszát jelölte meg az „ellenforradalom” egyik kiváltó okaként. Bár Rákosi ismételt kísérleteket tett a hazatérésre, erre nem kapott engedélyt, Hruscsov Kádár mellett döntött. 1957. május 9-én az Országgyűlés megfosztotta elnöki tanácsi tagságától és parlamenti mandátumától is. Novemberben Moszkvából az onnan mintegy 1500 kilométerre lévő Krasznodarba telepítették ki. Mozgásszabadsága ugyan korlátozott volt, de teljes luxusban élt az oroszországi száműzetésében. Innentől kezdve rendíthetetlenül ostromolta a szovjet pártvezetést leveleivel, hogy járjanak közben visszatérésének ügyében.

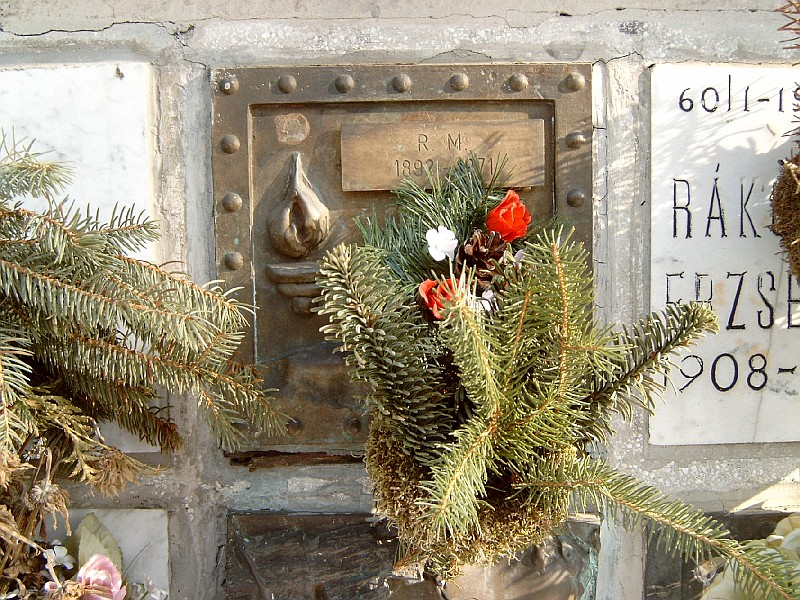
Rákosi Mátyás sírja 2007-ig Budapesten, a Farkasréti temetőben (60-1-191/192. fülke)

1962. augusztus 15-én az MSZMP KB az általa dominált időszakban elkövetett törvénysértésekben viselt felelőssége miatt kizárta az MSZMP-ből. Pár nappal később a kirgizisztáni Tokmokba telepítették át, ahol már sokkal sanyarúbb körülmények között tengődött feleségével. Később már egy komfortosabb házba költözhettek, de életkörülményeik alig javultak. Innen 1967-ben térhetett vissza a Gorkiji területen fekvő Arzamaszba.
Élete végéig abban a hitben volt, hogy őt Magyarországon szeretik és visszavárják. Hruscsov bukása után újból nagy erővel azon mesterkedett, hogy visszatérhessen, s hogy a sztálinizmus bélyegét lemoshassa magáról, Lenint kezdte méltatni, ami összefüggésben állt Lenin születésének közelgő centenáriumával. Még az a gondolat is gyakran felmerült benne, hogy Kínában telepedne le.
Az MSZMP KB sokat foglalkozott hazatelepedési kérelmeivel, amihez feltételként a közügyektől (vagyis a politikától) való eltiltást és a házi őrizetet ajánlották fel. Mivel Rákosi ezt sem fogadta el, Gorkijban maradt, ahol sokkal jobb életkörülmények között, megfelelő orvosi kezelések mellett töltötte utolsó napjait. Az általános vélemény az volt, mind a magyar, mind a szovjet fél részéről, hogy Rákosi szavára nem lehet adni, ezért, mikor beleegyezett abba, hogy a hazatérésért cserébe teljesíti a neki felkínált feltételeket, már nem hittek neki.
1970 novemberében Rákosit szívinfarktus érte, állapota ezt követően csak romlott. Végül 1971. január 26-án újabb infarktus érte, melynek következtében február 5-én, csaknem 79 éves korában elhunyt. Haláláról a lapokban csak egy pár soros, eldugott közleményben számoltak be. Urnáját menetrend szerinti járattal hozták haza, lényegében titokban. Búcsúztatása szűk családi körben a Farkasréti temetőben történt. Az urnáját tároló fülkéből 2007-ben máshova helyezték hamvait, hogy véget vessenek a folyamatos rongálásoknak. 2015-ben leszármazottaknak kiszolgáltatták a hamvakat, jelenlegi őrzési helyük ismeretlen.

## Emlékezete
```
„A magyar nép előre akar menni, és nem hátra.” 
[
29
]
[
30
]
```

- Rákosi Mátyásról több gyárat, üzemet neveztek el hatalma csúcsán, a legjelentősebb közülük a Rákosi Mátyás Művek, az egykori Weiss Manfréd Művek, későbbi nevén Csepel Vas- és Fémművek.
- Rákosiról kapta a nevét a Fejér megyéhez tartozó, 1952-ben alakult Mátyásdomb község, melynek neve később sem változott meg.
- Ugyanebben az évben, Rákosi 60. születésnapja alkalmával, a főtitkár dicsőítésére kötet jelent meg Magyar Írók Rákosi Mátyásról címmel.[31]
- Egy időben a jelenlegi Miskolci Egyetem is viselte a nevét mint Rákosi Mátyás Nehézipari Műszaki Egyetem. Várpalotán Rákosi-telep nevű városrész viselte a nevét, amely ma Rákóczi-telep.
- Alakja felbukkan (említés szintjén) Kondor Vilmos magyar író Budapest novemberben című bűnügyi regényében.
- Felix E. Feist filmrendező 1949-ben bemutatott, Mindszenty perről szóló Guilty of Treason (~Az árulás bűne) című amerikai filmdrámájában Nestor Paiva alakította Rákosi Mátyást.
- A ménesgazda című 1978-as Kovács András filmben Benkóczy Zoltán személyesítette meg pár pillanatra.
- Észak-Koreában, Szarivon városában egy magyar segítséggel épült kórház viseli a nevét.[32]
- Róla nevezték el az úgynevezett Rákosi-vonalat.
- Alakja feltűnik Esterházy Péter: Kis magyar pornográfia című művében.
- Koltai Róbert 2004-ben bemutatott Világszám! című filmjében feltűnik Rákosi.

### Kutatható iratanyaga
Államminiszteri működési időszakából (az 1946–1948 közti évkörből) 0,12 iratfolyóméternyi (1 doboznyi), maradandó értékűnek minősített iratanyaga került az Országos Levéltár, mai nevén Magyar Nemzeti Levéltár Országos Levéltára őrizetébe, ahol az a XIX-A-1-i törzsszámon kutatható.

## Művei

### 1945-ig
- Rákosi elvtárs beszéde a burzsoábíróság előtt; KMP, Budapest, 1935
- Rákosi elvtárs beszéde a budapesti törvényszék előtt; Az Út, Pozsony, 1935
- A magyar tanácsköztársaság. Rákosi Mátyás beszéde a budapesti törvényszék előtt; Az Út, Prága, 1935
- Horthy a felelős! Előadás. Tartotta 1943. szeptember 7-én a 27-es számú hadifogolytáborban Rákosi Mátyás; Idegennyelvű Irodalmi Kiadó, Moszkva, 1943

### 1945–1956
- Ki a felelős? Rákosi Mátyás előadása 1943. szept. 7-én a 27-es sz. hadifogolytáborban; Szabadság Ny., Pécs, 1945
- Pártunk feladatai a választások tükrében; Szikra, Budapest, 1945 (M. K. P. Szeminárium)
- A pártaktíva feladatairól. 1945. február 22.; Szikra, Budapest, 1945 (M. K. P. Szeminárium)
- Föld, kenyér, szabadság! Rákosi Mátyás beszéde a Magyar Kommunista Párt 1945. február 11-én tartott debreceni nagygyűlésen; Athenaeum, Budapest, 1945
- Rákosi Mátyás beszéde a budapesti és környéki pártaktivához 1945. február 22-én; M.K.P., Budapest, 1945
- A magyar választókhoz! Rákosi Mátyás rádióbeszéde 1945. okt. 6-án; Szikra, Budapest, 1945
- Nemzetmentés; Szikra, Budapest, 1945
- A közalkalmazottak helye a népi demokráciában. Beszéd a közalkalmazottakhoz 1945. augusztus 30-án; Szikra, Budapest, 1945
- Harc az újjáépítésért Rákosi Mátyás beszámolója a Magyar Kommunista Párt országos pártértekezletének 1945. május 20-án tartott ülésén; Új Dunántúl, Pécs, 1945
- A rendőrség a demokratikus Magyarországon. Rákosi Mátyás beszéde a Városi Színházban 1945. július 21-én a budapesti rendőrökhöz; Szikra, Budapest, 1945
- A tatai bányászokhoz. Rákosi Mátyás elvtárs beszéde Tatabányán 1945. július 22-én; Szikra, Budapest, 1945
- Rákosi Mátyás beszéde Pécs dolgozóihoz 1945. május 27-én; MKP Pécsi Szervezete, Pécs, 1945
- Rákosi Mátyás beszéde Sopronban a Magyar Kommunista Párt 1945. évi szeptember 2-iki nagygyűlésén; MKP, Sopron, 1945
- Földet, kenyeret, szabadságot!; Fekete Ny., Miskolc, 1945
- Rákosi Mátyás beszéde Budapesten nyolcvanezer ember előtt a Magyar Kommunista Párt 1945. február 25-én tartott nagygyűlésén; Dunántúl Ny., Pécs, 1945
- A magyar jövőért; Szikra, Budapest, 1945
- A M. K. P. III. kongresszusa és a magyar demokrácia jövője Rákosi Mátyás előadása; Szikra, Budapest, 1946 (A Magyar Kommunista Párt politikai akadémiája)
- A parasztságért! Rákosi Mátyás beszéde a Magyar Kommunista Párt kecskeméti parasztnapján 1946. aug. 20-án Révai József vezércikke a Szabad Nép 1946. aug. 25-i számában; Szikra, Budapest, 1946
- Rákosi Mátyás győri beszéde. 1945. évi szeptember hó 2-án; Szabad Győr Ny., Győr, 1946
- Jó pénzt! Jó békét! Rendet! Rákosi Mátyás beszéde a Magyar Kommunista Párt szombathelyi nagygyűlésén 1946. május 19-én; Szikra, Budapest, 1946
- Harc a demokráciáért minden eszközzel. Rákosi Mátyás beszéde a Sportcsarnokban 1946. febr. 16-án; Szikra Ny., Budapest, 1946
- Folytassuk a harcot! Rákosi Mátyás beszámolója a Magyar Kommunista Párt megyei bizottságainak 1946. évi márc. 24-én tartott ülésén; Szikra, Budapest, 1946
- Rákosi Mátyás újévi nyilatkozata. 1946 békét, kenyeret, jó pénzt, köztársaságot hoz a magyar népnek; Szikra Ny., Budapest, 1946
- A magyar békéért. Rákosi Mátyás beszéde a MKP békéscsabai nagygyűlésén 1946. ápr. 22-én; Szikra, Budapest, 1946
- A nemzeti felemelkedés útja. Rákosi Mátyás beszámolója, Révai József etc. felszólalásai a Magyar Kommunista Párt 3. kongresszusán; Szikra, Budapest, 1946
- A népi demokrácia útja. Rákosi Mátyás beszámolója és zárszava a Magyar Kommunista Párt 3. kongresszusán; Szikra, Budapest, 1946
- Jó forintért! Rákosi Mátyás beszéde a Magyar Kommunista Párt miskolci nagygyűlésén 1946. július 21-én; Szikra, Budapest, 1946
- A népi demokrácia; Szikra, Budapest, 1946 (A Magyar Kommunista Párt politikai akadémiája)
- Kiút a válságból: ki a nép ellenségeivel! Rákosi Mátyás rádióbeszéde; Szikra, Budapest, 1946
- Fizessenek a gazdagok; Szikra Ny., Budapest, 1947
- Megvédjük a demokráciát! Rákosi Mátyás rádióbeszéde; Szikra, Budapest, 1947
- A politikai helyzet és a Magyar Kommunista Párt feladatai. Beszámoló az MKP 2. orsz. értekezletén; Szikra, Budapest, 1947
- A békéért az egész néppel; Szikra, Budapest, 1947
- A magyar demokráciáért; Szikra, Budapest, 1947
- Népi demokráciánk új feladatai; Szikra, Budapest, 1948
- A Jugoszláv Kommunista Párt hibás politikájáról. Közlemény a kommunista és munkáspártok tájékoztató irodájának értekezletéről; Szikra, Budapest, 1948
- Rákosi Mátyás, Révai József centenáris beszéde. Kossuth, Petőfi, Táncsics szellemében; Hungária Ny., Budapest, 1948
- Tiéd az ország, magadnak építed. Beszámoló a Magyar Kommunista Párt funkcionáriusainak orsz. értekezletén; Szikra, Budapest, 1948
- Az egyesülés útján. Beszéd a Szociáldemokrata Párt 36. kongresszusán; Szikra, Budapest, 1948
- Rákosi Mátyás, Révai József beszédei 1948. márc. 15-én. Kossuth, Petőfi, Táncsics szellemében; Szikra, Budapest, 1948
- A következő láncszem; Szikra Ny., Budapest, 1948
- A fordulat éve; Szikra, Budapest, 1948
- A Magyar Dolgozók Pártjával erős, virágzó Magyarországért; Szikra, Budapest, 1948
- A dolgozó parasztság a szövetkezés útján; Szikra, Budapest, 1948
- Rákosi Mátyás, Révai József, Horváth Márton: 30 éves a magyar kommunista mozgalom; Szikra Ny., Budapest, 1948
- Pártunk a dolgozó nép élén; Szikra, Budapest, 1949
- A kádermunkáról; MDP Központi Vezetősége, Budapest, 1949
- Rákosi Mátyás a MDP Központi Vezetősége 1949. márc. 5-6-iki ülésén elhangzott zárszava / Révai József hozzászólása népi demokráciánk fejlődése és a proletárdiktatúra kérdéséről; Szikra Ny., Budapest, 1949
- Építjük a nép országát; Szikra, Budapest, 1949
- Pártunk feladatai. Rákosi Mátyás beszéde a MDP Központi Vezetőségének ülésén 1949. márc. 5-én és tájékoztató a beszéd feldolgozásához alapfokú szemináriumok számára; Világosság Ny., Budapest, 1949
- Rákosi Mátyás a MDP Központi Vezetősége 1949. márc. 5-6-iki ülésén elhangzott zárszava; Szikra Ny., Budapest, 1949
- A Magyar Függetlenségi Népfronttal hazánk felvirágoztatásáért. Rákosi Mátyás beszámolója, Dobi István, Erdei Ferenc beszédei a Magyar Függetlenségi Népfront országos kongresszusán 1949. márc. 15-én; Stephaneum Ny., Budapest, 1949
- Előre a Magyar Függetlenségi Népfronttal. A Magyar Függetlenségi Népfront nyilatkozata és Rákosi Mátyás, Dobi István stb. beszédei; Szikra Ny., Budapest, 1949 (Szemináriumi füzetek falusi alapfokú szemináriumok számára)
- A választás: népünk kiállása a béke, nagy eredményeink és ötéves tervünk mellett. Rákosi Mátyás beszéde; HM Politikai Főcsoportfőnöksége, Budapest, 1949 (A honvédség politikai kiskönyvtára)
- A Népfronttal boldog, erős, független Magyarországért!; Szikra, Budapest, 1949
- A jugoszláv trockisták az imperializmus rohamcsapata; Szikra, Budapest, 1949
- A népi demokrácia néhány problémájáról; Szikra, Budapest, 1949
- A mi országunk nem rés, hanem erős bástya a béke frontján; HM Politikai Csoportfőnöksége, Budapest, 1949 (A honvédség politikai kiskönyvtára)
- A dolgozó nép alkotmánya. Rákosi Mátyás beszéde az Országgyűlés 1949. augusztus 17-én tartott ülésén; Szikra, Budapest, 1949
- Rákosi Mátyás beszámolója a Magyar Dolgozók Pártja Nagybudapesti Választmányának 1949. aug. 31-én tartott értekezleten; MDP, Budapest, 1949
- Rákosi Mátyás beszéde a Magyar Dolgozók Pártja Nagybudapesti Aktivájának 1949. szept. 30-i értekezletén; Szikra, Budapest, 1949
- Rákosi Mátyás–Kovács István: Fokozzuk a termelékenységet. Felszólalás és beszámoló a Nagybudapesti Pártbiz. Választmányának 1949. aug. 31-én tartott értekezletén. A választmány határozata; MDP Központi Vezetősége, Budapest, 1949
- Emeljük pártunk elméleti színvonalát! / A M. D. P. Politikai Bizottságának 1949. október 20-i határozata. Rákosi Mátyás elvtárs beszéde a pártfőiskola megnyitó ünnepségén 1949. október 22-én; MDP Központi Vezetősége Oktatási Osztály, Budapest, 1949
- Rákosi Mátyás beszámolója a Magyar Dolgozók Pártja központi vezetőségének 1950. febr. 10-i ülésén; MDP KV Agit. és Prop. Oszt., Budapest, 1950
- Rákosi Mátyás Beszéde a Dolgozó Ifjúság Szövetsége alakuló kongresszusán 1950. június 17-én; DISZ, Budapest, 1950
- Válogatott beszédek és cikkek; Szikra, Budapest, 1950
- Rákosi Mátyás a sztahánovisták első országos tanácskozásán 1950. február 26-án és a Dolgozó Ifjúság Szövetsége első kongresszusán 1950. június 17-én elmondott beszédei; MDP, Budapest, 1950
- Rákosi Mátyás 1950. nov. 26-án az Orsz. Bányászértekezleten mondott beszéde; MDP Komárom Megyei Pártbizottság, Esztergom, 1950
- Rákosinak a bányászértekezleten mondott beszédéből; Veszprémi Ny., Veszprém, 1950
- A tanácsválasztásokról; MDP, Budapest, 1950
- Rákosi Mátyás a Magyar Dolgozók Pártja Központi Vezetősége 1950. okt. 27-i ülésén mondott beszéde; MDP, Budapest, 1950
- Békénk védelméről népi demokráciánk és Pártunk további erősödéséről. Rákosi Mátyás elvtárs beszámolója a MDP Központi Vezetőségének 1950. okt. 27-i ülésén; H. M., Budapest, 1950 (A honvédség politikai kiskönyvtára)
- Rákosi Mátyás elvtárs 1950. nov. 26-án az Országos Bányászértekezleten mondott beszéde; Szikra Ny., Budapest, 1951
- A jegyrendszer megszüntetéséről, a mezőgazdasági áruk szabad forgalmáról- a munka- és állami fegyelemről; MDP, Budapest, 1951
- A pártról és pártépítésről; Szikra Ny., Budapest, 1951 (Pártépítés kiskönyvtára)
- Rákosi Mátyás beszámolója a Magyar Dolgozók Pártja 2. Kongresszusán 1951. febr. 25-én; MDP, Budapest, 1951
- A békéért és a szocializmus építéséért; Szikra, Budapest, 1951
- Több szén termelésével előre ötéves tervünk megvalósításáért! Rákosi Mátyás beszéde az 1951. okt. 21-én és 1950. nov. 26-án tartott bányásztanácskozásokon; MDP Központi Vezetősége, Budapest, 1951
- Rákosi beszéde a Magyar Dolgozók Pártja 2. Kongresszusán. Útmutató Magyar Dolgozók Pártja feldolgozásához a városi és falusi alapfokú politikai iskolák vezetői részére; MDP, Budapest, 1951
- Honvédelem és hazafiság. Szemelvények Rákosi Mátyás műveiből; Honvéd, Budapest, 1952
- Népi demokráciánk útja. A Magyar Dolgozók Pártja pártfőiskoláján 1952. február 29-én tartott előadás; Szikra, Budapest, 1952
- Útmutató Rákosi Mátyás: Népi demokráciánk útja c. pártfőiskolai előadása tanulmányozásához az I. V. Sztálin rövid életrajzi c. káderképző tanfolyam hallgatói részére; Athenaeum Ny., Budapest, 1952
- Útmutató Rákosi Mátyás: Népi demokráciánk útja c. pártfőiskolai előadása tanulmányozásához a SZKBP története középfokú káderképző tanfolyam hallgatói részére; Athenaeum Ny., Budapest, 1952
- Beszámoló az SZKP XIX. kongresszusáról a Magyar Dolgozók Pártja Központi Vezetőségének 1952. október 23-i ülésén; Szikra, Budapest, 1952
- A kül- és belpolitikai helyzet és feladataink. Beszámoló az országgyűlés 1952. december 15-i ülésén; Szikra, Budapest, 1952
- Az MDP Politikai Bizottságának beszámolója a Központi Vezetőség 1953. jún. 28-i határozatainak végrehajtásáról. Rákosi Mátyás előadói beszéde és a KV 1953. okt. 31-i határozata; Szikra, Budapest, 1953
- A szocialista Magyarországért; Szikra, Budapest, 1953
- Rákosi Mátyás beszéde a Magyar Függetlenségi Népfront budapesti választási nagygyűlésén 1953. május 10-én; Magyar Függetlenségi Népfront Országos Tanácsa, Budapest, 1953
- A Politikai Bizottság beszámolója a Központi Vezetőség 1953. jún. 28-i határozatainak végrehajtásáról; MDP Somogymegyei Bizottsága, Kaposvár, 1953
- Rákosi Mátyás az ifjúságról. Szemelvények Rákosi Mátyás elvtárs műveiből; Ifjúsági, Budapest, 1953
- A Kommunisták Magyarországi Pártjának megalakulása és harca a proletárforradalom győzelméért. A Magyar Tanácsköztársaság; Szikra, Budapest, 1954 (Az MDP Pártfőiskolája Magyar Párttörténeti Tanszék)
- A Magyar Dolgozók Pártja Központi Vezetőségének beszámolója és a Magyar Dolgozók Pártja feladatai. Rákosi Mátyás előadói beszéde a MDP III. kongresszusán; Szikra, Budapest, 1954
- Válogatott beszédek és cikkek; 4., bőv. kiad.; Szikra, Budapest, 1955
- A szocialista Magyarországért; 2., bőv. kiad.; Szikra, Budapest, 1955
- A politikai helyzet és a Párt feladatai. A Politikai Bizottság beszámolója a Budapesti Pártaktíva ülésén 1956. május 18-án; Szikra, Budapest, 1956

### 2002–
- Visszaemlékezések, 1892–1925. 1–2.; szerk. Feitl István, Gellériné Lázár Márta, Sipos Levente; sajtó alá rend., jegyz. Baráth Magdolna; Napvilág, Budapest, 2002. 976 o. – ISBN 963-9082-90-2
- Visszaemlékezések, 1940–1956, 1–2.; szerk. Feitl István, Gellériné Lázár Márta, Sipos Levente; sajtó alá rend., jegyz. Baráth Magdolna; Napvilág, Budapest, 2002. 1122 o. – ISBN 963-9082-15-5

## Beszédei
- Filmhíradó, némafilm 1919. július
- a Kommunista Párt szombathelyi nagygyűlésén 1946. május
- Beszéd a budapesti pártaktíván 1953. július 11.